# Lepidopora glabra
Lepidopora glabra är en nässeldjursart som först beskrevs av Pourtalès 1867.  Lepidopora glabra ingår i släktet Lepidopora och familjen Stylasteridae. Inga underarter finns listade i Catalogue of Life.